# State of Franklin
Der State of Franklin, auch bekannt als Freie Republik Franklin oder State of Frankland, war ein autonomes Gebiet in Nordamerika. Es wurde 1784 gebildet und existierte bis 1788. Sein Gebiet liegt im Osten Tennessees an der Grenze zu North Carolina.

## Entstehung

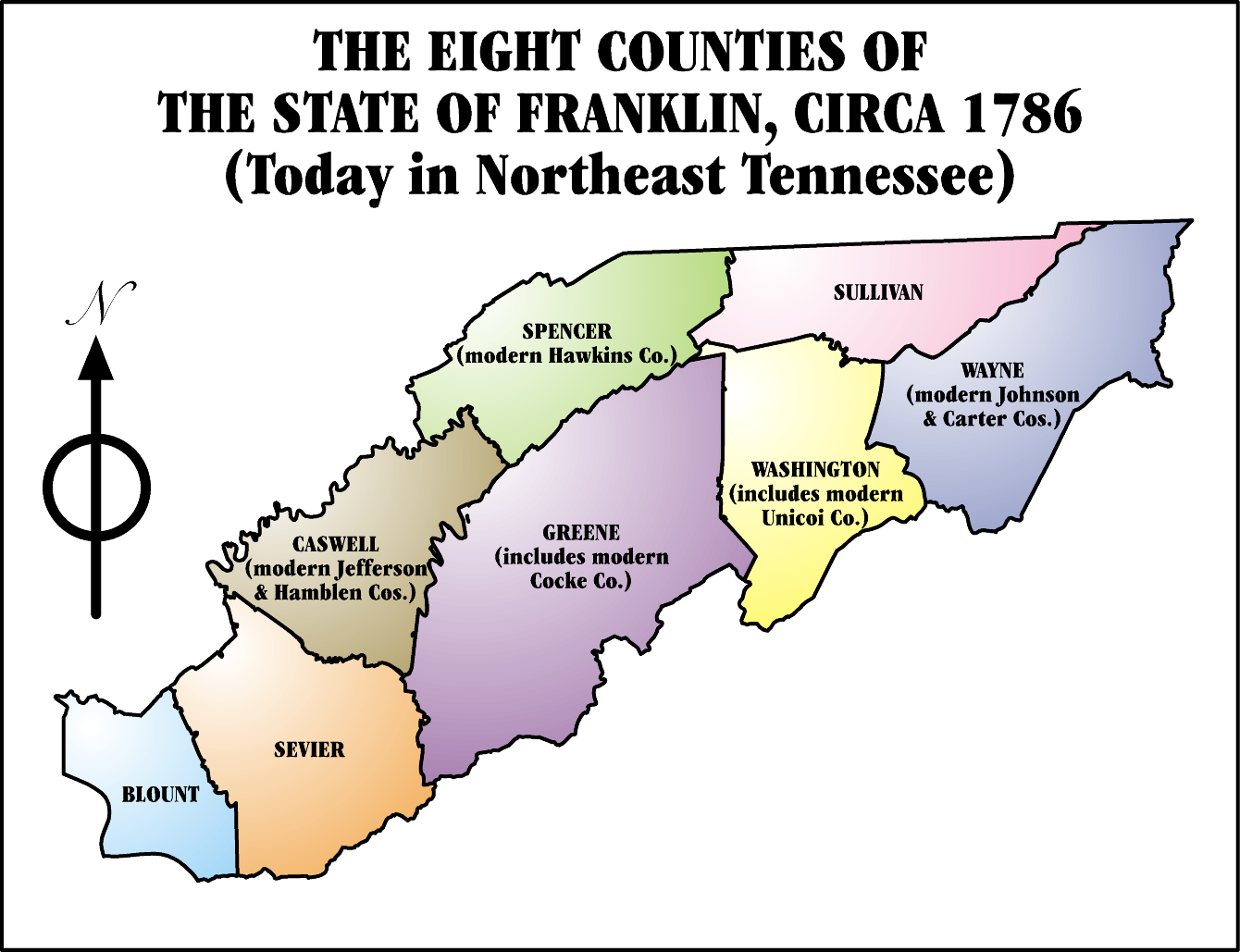
Die Countys des Staates Franklin

Im Gebiet, das westlich der Appalachen liegt, gab es viele Unsicherheiten und Unzufriedenheiten mit der Verwaltung durch den Bundesstaat North Carolina. So wurde dieses Gebiet zuerst vom Staat North Carolina der Bundesregierung übergeben, was mit Schuldentilgungen bezüglich des Unabhängigkeitskrieges zusammenhing. Später forderte dieser Staat dieses Gebiet wieder zurück, da dieser Handel bei den Siedlern für Unmut sorgte. Dies hatte sich in einem Machtwechsel in North Carolina ausgedrückt. Man entschied sich dort eine Verwaltung mit Gerichten aufzubauen. Hierzu wurden Soldaten unter Führung von John Sevier entsandt. 
Am 23. August 1784 wurde von jeweils in ihren Countys gewählten Abgesandten aus den Countys Washington (heute Carter County), Sullivan, Spencer (heute Hawkins County) und Greene in Jonesborough über eine Sezession von North Carolina befunden. Die Abstimmung unter den Delegierten ging mit 28:15 für die Unabhängigkeit aus. Die Verfassung sah zunächst vor, dass Anwälte, Mediziner und Prediger nicht der Legislative angehören dürften. Im November 1785 sah dies die Verfassung aufgrund eines Referendums nicht mehr vor, sondern war eine abgewandelte Fassung der Verfassung von North Carolina. Hauptstadt wurde Greeneville. Der Kommandant John Sevier wurde im März 1785 von der zuvor gewählten Legislative zum Gouverneur gewählt. Die Abgeordneten von Franklin machten Geschäfte mit Indianern, eröffneten Gerichte, richteten neue Countys ein, erhoben Steuern und betrieben Handel.

## Anerkennung als Bundesstaat
Die ausgearbeitete Verfassung wurde mit einer Bitte um Aufnahme in die Union durch William Cocke dem Kongress der Union überbracht. Bei einer Abstimmung im Kontinentalkongress am 16. Mai 1785 erhielt die Bitte aber nur die Zustimmung von sieben Staaten. Es wäre nach den Konföderationsartikeln aber die Zustimmung von neun Staaten notwendig gewesen, da für die Einrichtung neuer Bundesstaaten eine Zwei-Drittel-Mehrheit notwendig ist. 
Durch die Ablehnung als Bundesstaat wurde der Staat Franklin de facto eine unabhängige Republik.

## Zusammenbruch von Franklin
Im Jahr 1786 begann der Staat zu erodieren. Mangels einer Armee konnte man nicht die eigene Autorität durchsetzen. Truppen unter General John Tipton marschierten ein, nachdem ein Angebot seitens North Carolinas zur Vereinigung durch den Staat Franklin abgelehnt worden war. Man baute parallele Strukturen North Carolinas in Franklin auf. Es fanden daher im Jahr 1786 Wahlen zu Legislativorganen von North Carolina statt.
Im März 1788 begannen Cherokee-, Chickamauga- und Chickasaw-Stämme gemeinsam mit Übergriffen auf weiße Siedler. Die Unzufriedenheit der Siedler versuchte Sevier mit geliehenem Geld der spanischen Kolonien auszugleichen, um eine Gegenwehr zu schaffen. Dies duldete die Administration von North Carolina nicht und setzte Sevier in Haft. Sevier und andere Verschwörer mussten einen Treueeid auf North Carolina leisten. Die westlichen Landstriche North Carolinas wurden zwischen 1790 und 1796 als Tennessee Territory bezeichnet und aus diesen am 1. Juni 1796 der 16. Unionsstaat Tennessee gegründet. Das Gebiet des ehemaligen State of Franklin liegt im Osten des Bundesstaates Tennessee, dessen erster Gouverneur John Sevier wurde.